# Kudō Shizuka
Kimura Shizuka (木村 静香 Kimura Shizuka, sinh ngày 14 tháng 4 năm 1970), còn được biết tới bằng tên thời con gái là Kudō Shizuka (工藤 静香 Kudō Shizuka), là một nữ diễn viên, ca sĩ và cựu thần tượng người Nhật Bản sinh ra tại Hamura, Tokyo, Nhật Bản. Cô là thành viên của nhóm Onyanko Club từ tháng 5 năm 1986 tới tháng 9 năm 1987 rồi tiếp tục có một sự nghiệp solo thành công với 11 bài hit quán quân.

## Tiểu sử
Kudo bắt đầu sự nghiệp ca hát của mình ở tuổi 14 với tư cách là thành viên của nhóm nhạc pop ba thành viên Seventeen Club, gồm các á quân cuộc thi Miss Seventeen năm 1984 do tạp chí tuổi teen Nhật Bản Seventeen tổ chức, ấn phẩm được xuất bản bởi Shuesha. Họ có hai đĩa đơn do CBS/Sony Records phát hành vào năm 1985. Đĩa đơn đầu tiên "Su Ki Futari Tomo!" của nhóm được phát hành vào ngày 21 tháng 1 năm 1985 và được sử dụng trong quảng cáo truyền hình cho các sản phẩm đồ ăn nhẹ "Suzuki Kun" và "Sato Kun" do S&B Foods sản xuất và tiêu thụ. Đĩa đơn thứ hai "Baajin Kuraishisu (Virgin Crisis)" được phát hành vào ngày 25 tháng 8 năm 1985. Lời bài hát được viết bởi Sunplaza Nakano-kun, cựu ca sĩ chính của ban nhạc rock Nhật Bản Bakufu Slump. Kudo sau đó nói rằng cô ấy ghét đĩa đơn thứ hai và cô ấy tham gia nhóm "chỉ cho vui". Với việc hai đĩa đơn không lọt vào bảng xếp hạng đĩa đơn Nhật Bản của Oricon (bảng xếp hạng đĩa đơn quốc gia), nhóm không thể nổi tiếng hơn nữa và rồi tan rã.
Nhóm nhạc thần tượng nữ Onyanko Club ra mắt trên sóng truyền hình vào ngày 2 tháng 4 năm 1985, trên chương trình tạp kỹ truyền hình trực tiếp hàng ngày Yūyake Nyan Nyan của Fuji TV. Ban đầu nhóm bao gồm 9 nữ sinh sơ trung và 2 nữ sinh cao trung là Kokusho Sayuri (số 8) và Fukunaga Satomi (số 11). Họ được chọn từ những người tham gia chương trình All Night Fuji: High School Girl Special (オールナイトフジ女子高生スペシャル)  của Fuji TV được phát sóng vào tháng 2 và tháng 3 năm đó. Kudo đã đi dự tuyển nhóm vào tháng 6 năm 1986 trong năm đầu tiên của cô ấy ở viện và trở thành thành viên bằng việc nhận số áo 21 vào ngày 24 tháng 5. Nhóm thể hiện một cách tiếp cận mới đối với công thức thần tượng bằng 26 thành viên và ba thành viên liên kết cũng như các tiểu nhóm, chẳng hạn như Ushiroyubi Sasaregumi, Nyangilas và Ushirogami Hikaretai.
Sau khi thường xuyên xuất hiện trên chương trình truyền hình thời lượng một giờ mỗi ngày từ thứ Hai đến thứ Sáu và tham gia vào đĩa đơn thứ năm "Osaki ni Shitsurei" của Onyanko Club cũng như chuyến lưu diễn toàn quốc vào mùa hè và mùa thu năm 1986, Kudo đã được chọn là một trong những hai giọng hát bè cho đĩa đơn đầu tiên "Shinkokyu-shite" của các thành viên Onyanko Club là Watanabe Marina (số 23) cùng với Ikuina Akiko (số 40). Đĩa đơn được phát hành dưới tên "Watanabe Marina with Onyanko Club" bởi Epic/Sony Records vào ngày 9 tháng 10 năm 1986, và ra mắt ở ngôi quán quân trên bảng xếp hạng đĩa đơn. Kudo tiếp tục tham gia vào các đĩa nhạc của Onyanko Club, chẳng hạn như album thứ tư Side Line, đây là album đầu tiên trong số các album mà Kudo tham gia và sở hữu một số bài hát mà cô có phần hát solo, chẳng hạn như "Dare no Sei Kana" và " Shin-Shin Kaiin Bangou no Uta".
Kudo chia sẻ về quãng thời gian gắn bó với Onyanko Club rằng "đó là một trải nghiệm tuyệt vời, với những điều hay, xấu và thực sự bẩn thỉu", và cô đã cố không thu hút quá nhiều sự chú ý về bản thân so với các thành viên chính của Onyanko Club, những người nổi tiếng hơn cô ấy. lúc bấy giờ.
Cô tiếp tục phát hành nhạc mới hàng năm cho đến năm 2000 với các sản phẩm ra đời lác đác kể từ đó. Sản phẩm gần đây nhất của cô là vào năm 2009 khi cô hợp tác với Nakajima Miyuki (tác giả viết lời cho 5 đĩa đơn quán quân của Kudo vào cuối những năm 1980 và đầu những năm 1990) để cho ra một đĩa mặt A kép là "Night Wing"/"Yuki Gasa". Kudo nói về mối quan hệ cộng tác lâu năm của họ rằng "Chúng tôi không thân thiết lắm. Chúng tôi có một khoảng cách tốt đẹp. Đôi khi tôi nghe nhạc của cô ấy, nó làm tôi sợ hãi nhưng tôi đặc biệt thích những ca từ nồng nàn của cổ." Kudo cũng xuất hiện trên truyền hình qua các vai diễn jidaigeki và tạo ra thương hiệu trang sức của riêng mình ở Nhật Bản.

## Đời tư
Kudo kết hôn với Kimura Takuya của nhóm nhạc nam nổi tiếng SMAP vào năm 2001. Họ có hai người con tên là Kokomi và Mitsuki.

## Danh sách đĩa nhạc
- Mysterious (22 tháng 1 năm 1988)
- Shizuka (22 tháng 7 năm 1988)
- Gradation (1 tháng 12 năm 1988)
- Joy (16 tháng 3 năm 1989)
- Karelia (5 tháng 10 năm 1989)
- HARVEST (7 tháng 12 năm 1989)
- Rosette (5 tháng 4 năm 1990)
- Mind Universe (7 tháng 3 năm 1991)
- Trinity (19 tháng 3 năm 1992)
- Rise Me (2 tháng 4 năm 1993)
- Expose (8 tháng 9 năm 1994)
- Purple (3 tháng 8 năm 1995)
- Doing (18 tháng 5 năm 1996)
- Dress (20 tháng 3 năm 1997)
- I'm Not (30 tháng 4 năm 1998)
- Full of Love (3 tháng 6 năm 1999)
- EURO Kudo Shizuka (21 tháng 9 năm 2000)
- Jewelry Box (4 tháng 7 năm 2002)
- Showa no Kaidan Vol.1 (31 tháng 10 năm 2002)
- Tsukikage (2 tháng 6 năm 2005)
- MY PRECIOUS (21 tháng 8 năm 2008)
- Rin (31 tháng 8 năm 2017)
- Deep Breath (13 tháng 6 năm 2019)